# Aya Ueto
Aya Ueto (上戸 彩?, Ueto Aya; Tokyo, 14 settembre 1985) è un'attrice, cantante e idol giapponese.

## Biografia
Aya Ueto comincia la propria carriera partecipando nel 1997 ad un concorso di bellezza. Pur non vincendo, la giovane viene notata e scelta per diversi spot pubblicitari che la rendono molto popolare.
Nel 1999 entra a far parte del gruppo J-pop Z-1 insieme a Mami Nejiki, Mai Fujiya e Manami Nishiwaki. Le Z-1 pubblicano solo cinque singoli prima dello scioglimento, ma Aya ottiene un contratto con la Pony Canyon.
Nel 2001 viene pubblicato il suo primo singolo Pureness che giunge fino alla quarta posizione dei singoli più venduti in Giappone. Seguiranno altri tredici singoli e sei album che la consacreranno come una delle cantanti giapponesi di maggior successo degli ultimi anni.
Nel maggio 1999 partecipa al film Killer of paraiso a cui seguono vari ruoli in sceneggiati televisivi e film cinematografici di relativa importanza, fra cui gli adattamenti televisivi dei popolari manga Jenny la tennista e Mimì e la nazionale di pallavolo. La popolarità come attrice arriva nel 2003 grazie al ruolo della protagonista nel film Azumi e nel suo sequel del 2005 Azumi 2.
Nel 2006 è presente ai Giochi Olimpici invernali di Torino come inviata della TV giapponese.
Nel 2008 è stata la testimonial di una serie esclusiva di telefoni cellulari, prodotti dalla Softbank in collaborazione con la Tiffany & Co., prodotti in soltanto dieci pezzi incastonati di diamanti e venduti al prezzo di più di 100,000,000 yen.
Essendo una fan di Detective Conan, compare e viene doppiata da sé stessa nell'episodio 437 della serie televisiva.

## Discografia

### Album
- 2003 - AYAUETO
- 2004 - MESSAGE
- 2004 - Re.
- 2004 - UETOAYAMIX
- 2005 - Licenze
- 2006 - BEST of UETOAYA -Single Collection-

### Singoli
1. Pureness (28 agosto 2002)
2. Kizuna (7 novembre 2002)
3. Hello (26 febbraio 2003)
4. MESSAGE/PERSONAL (14 maggio 2003)
5. Kanshou/MERMAID (27 agosto 2003)
6. Binetsu (27 novembre 2003)
7. Ai no Tame ni. (4 febbraio 2004)
8. Kaze/Okuru kotoba (16 giugno 2004)
9. Afuresou na ai, daite/Namida wo fuite (28 luglio 2004)
10. Usotsuki (17 novembre 2004)
11. Yume no chikara (8 giugno 2005)
12. Kaze wo ukete (3 agosto 2005)
13. Egao No Mama De (15 febbraio 2006)
14. Way To Heaven (14 marzo 2007)
15. Namida no Niji/SAVE ME (30 maggio 2007)
16. Smile for.../Mou Ichido Dake (24 giugno 2009)

## Filmografia

### Cinema
- 1999 - Satsujinsha Killer of Paraiso
- 2003 - Azumi
- 2004 - Install
- 2005 - Azumi 2
- 2008 - Speed Racer
- 2008 - The Cherry Orchard: Blossoming (櫻の園?, Sakura no sono), regia di Shun Nakahara
- 2008 - BATON
- 2009 - Astro Boy (voce)
- 2012 - Thermae Romae (film)
- 2018 - Meitantei Conan - Zero no shikkōnin - Kyōko Tachibana

### Televisione
- 1999: Ultraman Gaia (episodio 46)
- 2000: Namida wo fuite - Momo Fuchigami
- 2001: Yome wa mitsuboshi - Mayu Shinjō
- 2001: San nen B-gumi Kinpachi-sensei - Nao Tsurumoto (stagione 6 e stagione 7 episodio 11)
- 2002: Wataru seken wa oni bakari - Kana Kojima (stagione 6, episodi 10-15)
- 2002: My Little Chef - Nazuna Kamosawa
- 2003: Kōkō Kyōshi 2003 - Hina Machida
- 2003: Hitonatsu no Papa e - Marimo Mochizuki
- 2003: Satōkibi Batake no Uta - Mie Hirayama
- 2003: Namahōsō wa Tomaranai!
- 2004: Ace o nerae! - Hiromi Oka
- 2004: Reikan Bus Guide Jikenbo - Misaki Aoyama (episodio 3)
- 2004: Ace o nerae! Kiseki e no Chōsen - Hiromi Oka
- 2005: Yoshitsune - Utsubo
- 2005: Koto - Chieko Sada, Naeko (special Aya Ueto e Shun Oguri)
- 2005: Attack No. 1 - Kozue Ayuhara
- 2005: Misora Hibari Tanjō Monogatari - Kazue Kato (Misora Hibari, 15-20 anni)
- 2005: Nada sōsō~kono ai ni ikite~ - Miki Oda
- 2006: Detective Conan - sé stessa (episodio 437)
- 2006: Tsubasa no oreta tenshitachi - Nanako Komine (episodio 1)
- 2006: Attention Please (serie televisiva) - Yōko Misaki
- 2006: Shimokita Sundays - Yuika Satonaka
- 2007: Attention Please Special: Yōko, Hawaii ni Tobu - Yōko Misaki
- 2007: Ri Kouran - Yoshiko Otaka (giovane Ri Kouran)
- 2007: Hôtelier - Kyoko Odagiri
- 2007: Wachigaiya Itosato - Itosato
- 2007: Abarenbô Mama - Ayu Kawano
- 2007: Attention Please Special: Australia, Sydney - Yōko Misaki
- 2008: Hokaben - Akari Dōmoto
- 2008: Celeb to binbo Taro - Alice Mitazono
- 2009: Konkatsu ! (Katsu Mariage!) - Haruno Hida
- 2009: Kekkon - Chikage Uehara
- 2010: Zettai Reido: Mikaiketsu Jiken Tokumei Sousa - Izumi Sakuragi
- 2010: Jūnen Saki mo Kimi ni Koishite - Rika Onozawa
- 2010: Ai wa Mieru: Zenmō Fūfu ni Yadotta Chiisana Inochi - Juri Tatematsu
- 2010: Nagareboshi - Risa Makihara
- 2012: Kaneko Misuzu monogatari
- 2013: Itsuha hi no ataru basho de